# هربرت هاريس
هربرت هاريس (بالإنجليزية: Herbert Harris)‏ هو محامي وسياسي أمريكي، ولد في 14 أبريل 1926 في كانساس سيتي في الولايات المتحدة، وتوفي في 24 ديسمبر 2014 في مقاطعة فيرفاكس في الولايات المتحدة. حزبياً، نشط في الحزب الديمقراطي. وقد انتخب عضو مجلس نواب الولايات المتحدة عن ولاية فرجينيا وانتخب عضو مجلس النواب الأمريكي.